# Gymnosporangium cunninghamianum
Gymnosporangium cunninghamianum är en svampart som beskrevs av Barclay 1890. Gymnosporangium cunninghamianum ingår i släktet Gymnosporangium och familjen Pucciniaceae.   Inga underarter finns listade i Catalogue of Life.